# 이스 (시리즈)
《이스》(일본어: イース, Ys)는 니혼 팔콤이 제작한 액션 롤플레잉 게임 시리즈이다. 전설의 모험가 아돌 크리스틴이 전세계의 각지를 방문하면서 고대왕국 이스에서 비롯된 문명의 수수께끼를 파헤치는 내용이다.
1987년 PC-8801로 첫작품 《이스 I: 에인션트 이스 배니시드》이 발매된 후, 아돌 크리스틴의 모험기를 그린 총 8개의 게임과 외전들로 구성돼있다.

## 게임
| 1987 | 《이스 I: 에인션트 이스 배니시드》                   |
| 1988 | 《이스 II: 에인션트 이스 배니시드 - 더 파이널 챕터》 |
| 1989 | 《이스 III: 원더러스 프롬 이스》                     |
| 1989 | 《이스 I & II》                                      |
| 1990 |                                                      |
| 1991 |                                                      |
| 1992 |                                                      |
| 1993 | 《이스 IV: 마스크 오브 더 선》                       |
| 1993 | 《이스 IV: 더 던 오브 이스》                         |
| 1994 |                                                      |
| 1995 | 《이스 V: 잃어버린 모래도시, 케핀》                  |
| 1996 |                                                      |
| 1997 |                                                      |
| 1998 |                                                      |
| 1999 |                                                      |
| 2000 |                                                      |
| 2001 |                                                      |
| 2002 |                                                      |
| 2003 | 《이스 VI: 나피시팀의 상자》                         |
| 2004 |                                                      |
| 2005 | 《이스: 페르가나의 맹세》                            |
| 2006 | 《이스 스트레터지》                                  |
| 2006 | 《이스 오리진》                                      |
| 2007 | 《이스 온라인: 더 콜 오브 솔럼》                     |
| 2008 |                                                      |
| 2009 | 《이스 세븐》                                        |
| 2010 | 《이스 vs. 하늘의 궤적: 얼터너티브 사가》            |
| 2011 |                                                      |
| 2012 | 《이스: 셀세타의 수해》                              |
| 2013 |                                                      |
| 2014 |                                                      |
| 2015 |                                                      |
| 2016 | 《이스 VIII: 라크리모사 오브 다나》                  |
| 2017 |                                                      |
| 2018 |                                                      |
| 2019 | 《이스 IX: 몬스트럼 녹스 》                          |
| 2020 |                                                      |
| 2021 |                                                      |
| 2022 |                                                      |
| 2023 | 《이스 X: 노딕스》                                   |

《이스 오리진》은 이스 I,II의 배경이 되는 <사라진 고대의 왕국 ~ 이스>에서 약 700여 년 전의 이야기를 담고 있다. 이스 시리즈 중 유일하게 아돌이 주인공이 아니며, 플레이 캐릭터로는 유니카 토바, 휴고 팩트, 크로우 총 3명이 등장한다.
《이스 온라인》은 대한민국의 게임 개발사인 CJ 인터넷에서 개발하고 넷마블에서 서비스되는 MMORPG 게임이다. 개발은 전적으로 CJ 인터넷에서 진행 중이며, 팔콤에서는 설정상의 자문만을 하고 있으며 개발에는 참여하지 않고 있다. 게임 내용은 원본 이스 시리즈와 아무 관계가 없다.
《이스 II 스페셜》은 대한민국의 게임 회사인 만트라에서 이스의 라이선스를 획득하여 만든 게임이다. 전체적인 설정은 원본 이스 II와는 다른 부분이 많으며 OVA판 ‘천공의 신전’과 비슷하다. 원본과 많은 부분에서 다르며 팔콤 공식 시리즈로 취급되지는 않는다. 버그가 게임 도중 곳곳에 있어 유저들의 불만이 많았다. 만트라가 팻치를 내보냈으나 모든 버그를 고치지는 못 했다.

## 애니메이션
이스에는 2개의 OVA 시리즈가 있으며 첫 번째 OVA는 최초 게임의 사건을 다루는 7개의 에피소드를 담고 있으며 2번째 OVA는 두 번째 게임의 사건을 다루는 4개의 에피소드를 담고 있다.